# Provisie
Provisie of ook wel commissie is een beloning voor verleende diensten die wordt berekend als percentage van de relevante omzet. Bij bancaire- en verzekeringsdienstverlening worden veel verschillende provisies in rekening gebracht. Bij een makelaar o.g. wordt het (makelaars)courtage genoemd. Ook een veilinghuis brengt provisie in rekening.
In Nederland is sinds 1 januari 2013 verboden dat een financieel adviseur provisie ontvangt van de aanbieder als een klant via hem of haar een complex financieel product afneemt, of een hypothecaire lening of uitvaartverzekering afsluit (het provisieverbod). Als de klant advies wenst betaalt hij de adviseur daar rechtstreeks voor.
De afname van een product zonder advies heet execution only.

## Andere betekenissen
- Met provisie kan ook eten en drinken worden bedoeld. Vergelijk 'proviand'.